# 丁伟 (围棋棋手)
丁伟（1979年5月16日—），中国云南省楚雄彝族自治州南华县人，职业围棋棋手，中国棋院九段。
丁1985年开始学棋，1992年入段，2007年升为九段。1997年获得全国围棋个人赛男子组冠军，2000年获得CCTV杯冠军。